# رولاند رام
رولاند رام (سوئدی: Roland Rahm؛ زادهٔ ۱۸ اوت ۱۹۵۵) بازیکن بسکتبال اهل سوئد بود. وی در بازی‌های المپیک تابستانی ۱۹۸۰ شرکت کرده‌است.